# 楊潔篪
楊 潔篪（よう けつち、簡体字：杨 洁篪、繁体字：楊 潔篪、英語：Yang Jiechi、ヤン・チエチー、1950年5月1日 - ）は、中華人民共和国の政治家、外交官。党中央政治局委員、党中央外事活動委員会弁公室主任、第10代外交部長、外交担当国務委員を歴任した。

## 略歴
1950年5月1日に上海市に誕生する。1963年に上海外国語学院（現在の上海外国語大学）附属中学に入学した。1968年に文化大革命によって学業を中断され、工場勤務を強いられた。その後1971年12月に中国共産党へ入党する。
アメリカ合衆国と中華人民共和国が正式に外交関係を樹立する以前に外交部は外国語の堪能な人材を選抜し、イギリスに留学させていた。楊も1973年にイギリスに派遣され、バース大学やロンドン・スクール・オブ・エコノミクスで学んだ。1975年に帰国した楊は、外交部翻訳室に配属された。後にアメリカ合衆国大統領となるジョージ・H・W・ブッシュ（1974年から1975年にかけて、アメリカ合衆国在北京連絡事務所長を務めた）が1977年に中国を訪問した際には、その全日程において通訳として陪席している。
1983年以降駐アメリカ合衆国大使館二等書記官、一等書記官、参事官、外交部北アメリカ・オセアニア局参事官兼処長、副局長、公使、外交部部長助理（外務次官補に相当）などを歴任。1998年2月には外交部副部長（外務次官）となったが、これは当時の中国で最年少の副部長であった。
2001年2月16日に第7代駐アメリカ合衆国全権大使に任命された。楊は当時50歳で、20年以上に渡る中国とアメリカの国交の歴史において最年少の駐アメリカ大使である。
大使の任期を終えて2005年3月に帰国した楊は、外交部副部長に再任される。2007年4月27日に外交部長に就任した。
2013年3月16日に外交部長を退任し、国務委員に就任した。
2017年10月、党第19期第1回中央委員会全員会議で党中央政治局委員に選出された。
中国共産党での経歴は、第16期中央委員候補、第17・18・19期中央委員、第19期政治局委員。2013年8月から2023年1月1日まで中央外事活動委員会弁公室主任。
2019年7日に北村滋と会談を行っている。
2020年8月22日に韓国を訪問した。釜山市で徐薫（国家安保室長）と会談し、習近平の早期の韓国訪問などで合意した。この当時はアメリカと中国の経済摩擦が激化した時期であり、友好国への根回しと目された。

## 2021年3月のブリンケン国務長官との会談
2021年3月18日にアメリカ合衆国のアラスカ州アンカレッジで開催されたハイレベル戦略対話に王毅国務委員兼外交部長と共に出席した。アントニー・ブリンケン国務長官、ジェイク・サリバン国家安全保障問題担当大統領補佐官とジョー・バイデン政権発足後初の対話を行った。ブリンケンは日韓を訪問して中国に立ち寄らず、米国に帰国する途中でアラスカに立ち寄ったところだった。昨年6月に楊と当時のポンペオ国務長官がハワイで米中外交トップ会談を行っており、外交上の相互主義の原則に従うなら、今回は中国で会談を行う必要があったが、そうはならなかった。
会談は冒頭から激しい非難の応酬になるという異例のものとなり、米中新冷戦が始まったことを象徴する会談となった。ブリンケンが冒頭から「新疆ウイグルや香港、台湾、アメリカへのサイバー攻撃や同盟国への経済的搾取について深い懸念を議論する。これらの行動はルールに基づく秩序を脅かしている」と述べると、楊は怒りに満ちた表情になり、冒頭発言は2分ずつという双方の合意を無視して20分近い反論を始めた。「新疆ウイグル自治区、チベット自治区、そして台湾は中国の不可分の領土であり、内政に干渉する行為には断固として反対する」「アメリカにはアメリカの民主主義があり、中国には中国の民主主義がある。アメリカは自らの民主主義を押し広めるべきではない」「アメリカは軍事力と金融覇権を用いて他国に圧力をかけ、国家安全保障という概念を乱用し、正常な貿易を妨害し、一部の国を煽って中国を攻撃している」「アメリカの人権問題は根深く、この4年間に浮上したものではなく、黒人への殺戮は昔からある。他国に矛先を向けるべきではなく、アメリカこそ人権でより良い対応を取るよう希望する」とアメリカを非難した。
これに対してブリンケンは「国務長官として世界の100近い国と話し、最初の外国訪問として日本と韓国も訪れたが、私が聞いている話は貴方の主張と大きく異なる。私が聞いているのはアメリカの復活と同盟国や友好国への関与に対する深い満足と中国の行為に対する深い懸念である」「私たちが世界に関与する上での指導力は完全に自発的に構築された同盟や友好関係によるものだ」「アメリカは国内ではより完全な団結を目指し、不完全さや過ちを認め、開放的に透明性をもって立ち向かってきた。課題から目を背けたり、存在しないように装ったり、隠したりしない」と述べた。
楊は「アメリカを好意的に見過ぎていた。基本的な外交儀礼を守るべきだ」「貴方たちは強者の立場で我々と話す資格は無い。もし貴方たちが、我々としっかりと付き合いたいのであれば我々は互いに敬意を払って付き合うべきだ」「我々が西洋人から受けた苦しみはまだ足りないというのか。外国から押さえつけられた時間がまだ短いというのか」と述べて過去の歴史を引き合いに西洋を非難した上で「中国の首を絞め、抑圧しようとしても最後に損をするのは自分自身だ」と述べた。
アメリカの報道機関はこの会談を「言葉の戦争」と報じ、中国の国営メディアは「アメリカ側は中国の政策を根拠無く非難した。これは外交儀礼に反しており、中国は厳正に対処した」と報じた。ブリンケンは会談の中で同盟国や友好国の懸念も伝えたと明かしており、尖閣諸島沖への中国公船侵入にも言及したとみられる。一方で、ブリンケンは「イラン・北朝鮮・アフガニスタン・気候変動について、我々の利害は重なっている」と述べており、中国国営新華社通信も米中は気候変動をめぐり共同作業グループを設置したと発表した。
この会談における楊の「台湾は中国の不可分の領土」という主張に対して、台湾の蔡英文総統は「中華民国は主権国家だ。台湾は中華人民共和国に属したことは無く、将来もあり得ない」という談話を出して反論した。

## 名前について
「篪」は本来楽器の一つを表す文字であり、音は「池」と同音同声調で「虎」とは音が異なる。「楊潔●（＝簾の广を厂に、兼を虎に）」と表記されることもある。

## 逸話
- 2021年のブリンケンとの会談にて「反米の闘士」として国民的英雄となった楊だが、娘はアメリカにあるシドウェル・フレンズ・スクールの高等部、イェール大学を卒業した。高校・大学時代は奨学金を得ており、7年間で42万ドル（約4620万円）に上ると見られている。また、中学までを中国で過ごした娘がニクソン、クリントン、オバマなどの歴代大統領の子弟が通ったシドウェル・フレンズ・スクールに入学できたのは、父の楊が親中派のブッシュ元大統領父子とのコネによるものとされる[15]。
- 娘は大学卒業後も母とアメリカ暮らしを続けており、2021年現在はニューヨークのマンハッタンにある高級コンドミニアムに住んでおり、この住居は娘名義で、購入したのは父の楊が外交部長だった時代で、価格は200万ドル（約2億1000万円）と言われる[16]。

## 家族
- 妻 - 楽愛妹
- 娘 - 楊家楽